# أوتو لانغ (مخرج)
أوتو لانغ (بالألمانية: Otto Lang)‏ هو منتج أفلام ومخرج نمساوي، ولد في 21 يناير 1908 في تيشان في البوسنة والهرسك، وتوفي في 30 يناير 2006 في سياتل في الولايات المتحدة.

## وصلات خارجية
- أوتو لانغ على موقع IMDb (الإنجليزية)
- أوتو لانغ على موقع ألو سيني (الفرنسية)
- أوتو لانغ على موقع أول موفي (الإنجليزية)
- أوتو لانغ على موقع قاعدة بيانات الأفلام السويدية (السويدية)
- أوتو لانغ على موقع قاعدة بيانات الفيلم (الإنجليزية)
- أوتو لانغ على موقع كينوبويسك (الروسية)